# Atos 5
Atos 5 é o quinto capítulo dos Atos dos Apóstolos no Novo Testamento da Bíblia. Ele relata o crescente conflito entre os apóstolos, que pregavam e ensinavam sobre Jesus, e os saduceus do Sinédrio de Jerusalém, que tentavam impedi-los. Além disso, é neste capítulo que está o episódio de Ananias e Safira, sobre a vida comunitária dos primeiros cristãos.

## Manuscritos
Atos 5 foi originalmente escrito em grego koiné e dividido em 42 versículos. Alguns dos manuscritos a conter o texto são:
- Uncial 0189 (c. 200)
- Codex Vaticanus (325–350)
- Codex Sinaiticus (330–360)
- Papiro 8 (século IV; apenas os versículos 2 a 9)
- Codex Bezae (c. 400)
- Codex Alexandrinus (ca. 400–440)
- Codex Ephraemi Rescriptus (ca. 450)
- Codex Laudianus (ca. 550)

## Estrutura

### Ananias e Safira

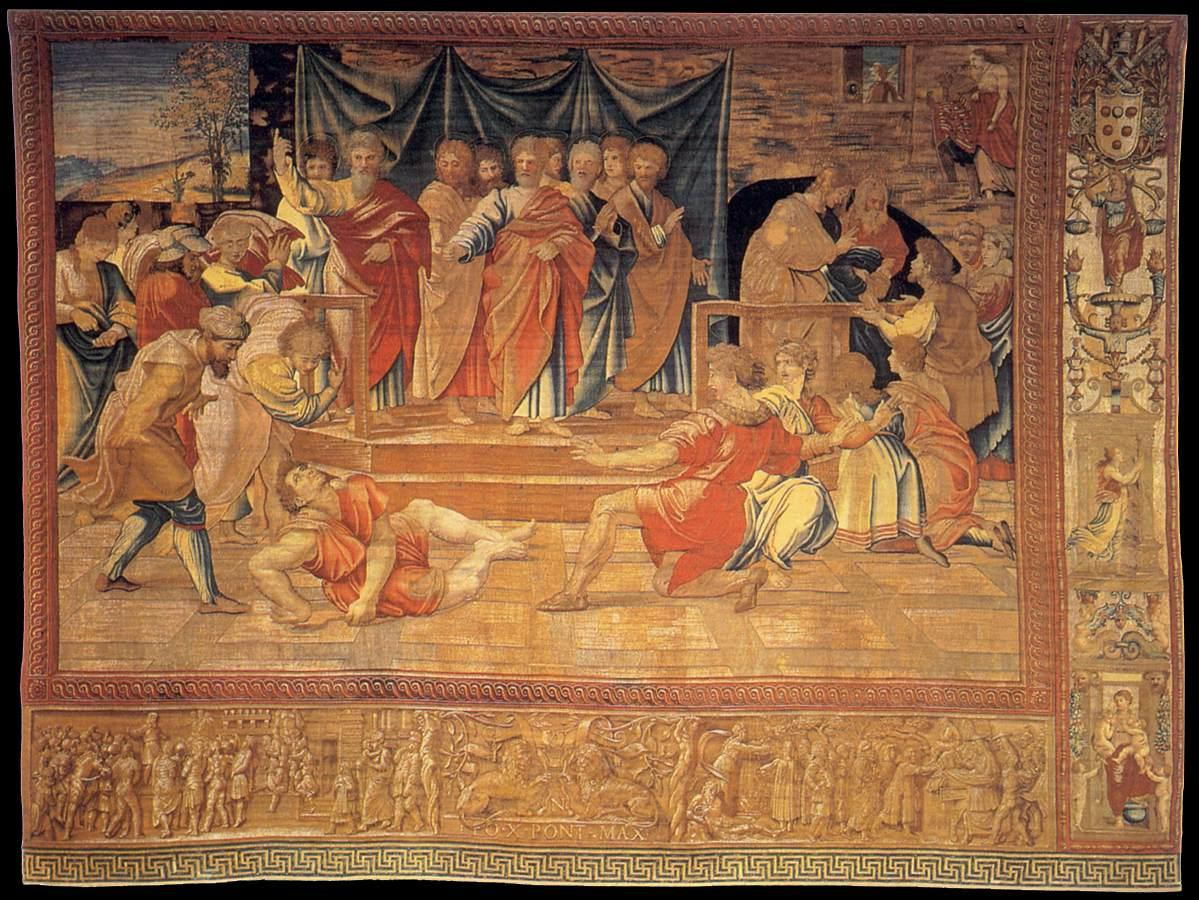
Morte de Ananias, o episódio que abre Atos 5
Tapeçaria de Rafael Sanzio nos Museus Vaticanos.

O capítulo 5 dos Atos dos Apóstolos começa com a narrativa de Ananias e Safira, que morreram depois de mentir sobre o preço de venda de um terreno para reter parte do valor (Atos 5:1–11). Apesar do temor provocado por estas mortes, a comunidade de fieis continuava a crescer através dos prodígios realizados pelos apóstolos (5 12:16).

### Confronto com o Sinédrio
Conforme crescia a fama dos apóstolos, crescia também o incômodo do Sinédrio e dos sumo sacerdotes. Segundo o autor, eles foram presos e levados para uma cela, mas acabaram libertados por «anjo do Senhor» (Atos 5:19), que os orientou a voltar a pregar no Templo de Jerusalém. Quando ficaram sabendo que os apóstolos estavam novamente ensinando sobre Jesus, os sumo sacerdotes novamente mandaram buscá-los para não apenas interrogá-los, mas também para reforçar a ordem que haviam dado antes a Pedro e João. Os apóstolos não se intimidaram e reforçaram seu testemunho, o que enfureceu os sumo sacerdotes (Atos 5:17–33.

### Conselho de Gamaliel

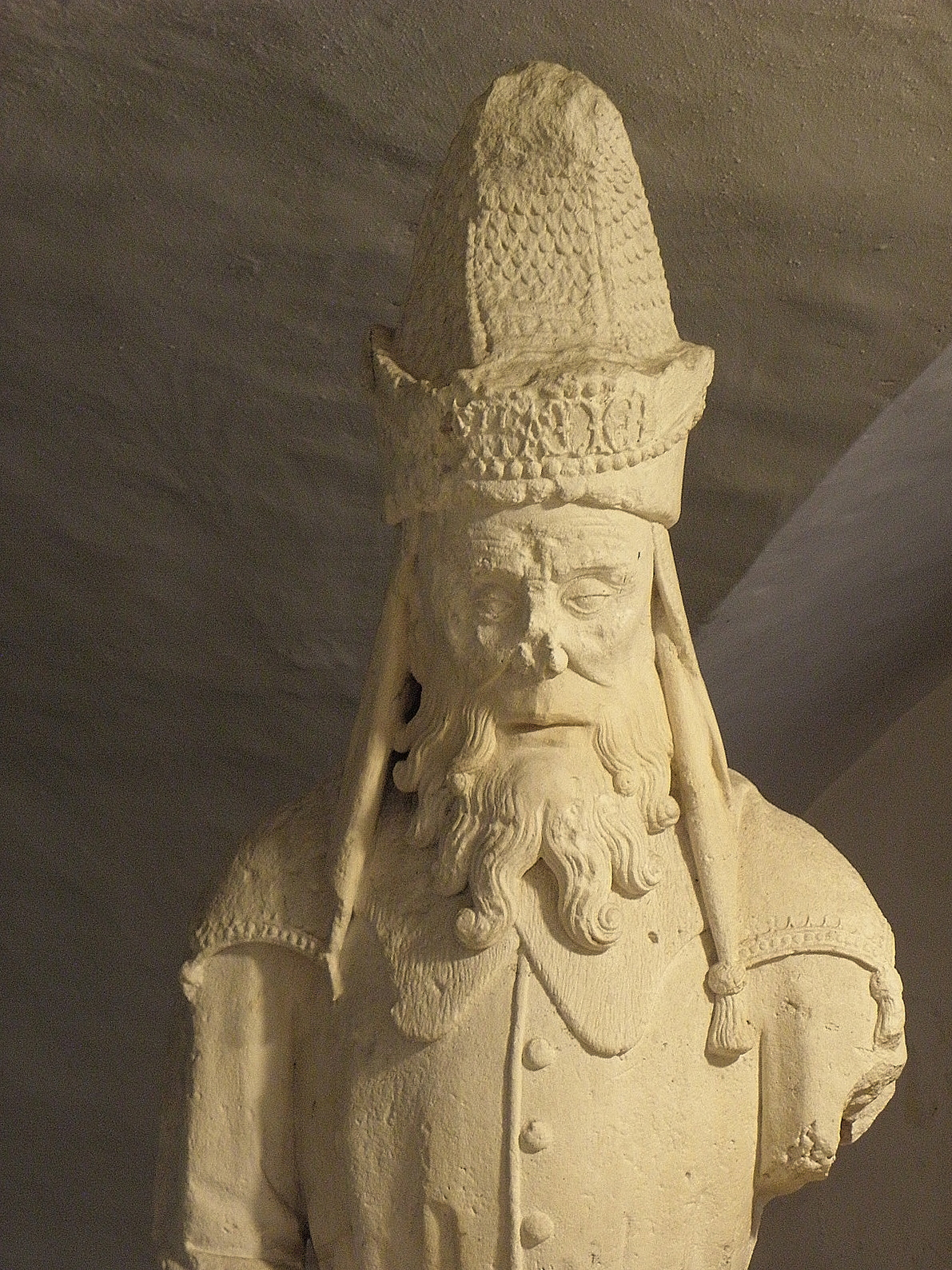
Gamaliel.
Estátua na Abbaye Sainte-Croix de Quimperlé, em Quimperlé, França.

Depois da resposta dos apóstolos, um dos fariseus membro do Sinédrio chamado Gamaliel, muito respeitado, pediu aos apóstolos que se retirassem e passou a discutir o tema com os colegas. Depois de lembrar de outros "que diziam ser alguma coisa" e acabaram mortos (como Judas, o Galileu e Teudas), propôs que nada fizessem contra os apóstolos: «[se] esta obra for de homens, se desfará; mas se é de Deus, não podereis desfazê-la» (Atos 5:38–39). Todos concordaram e, depois de mandar açoitá-los, os judeus libertaram os prisioneiros, que, por sua vezes, se congratularam «por terem sido achados dignos de sofrer afrontas pelo nome de Jesus» (Atos 5:41).

#### Análise
O autor de Atos 5 já havia mencionado antes (Atos 4:1 e Atos 5:7) que havia um influente partido de saduceus no Sinédrio e, por isso, fez questão de dizer que Gamaliel era um fariseu. Não há dúvidas de que só por isto ele já estaria predisposto a lutar contra as tendências violentas dos saduceus, ainda mais quando estava em questão a doutrina da ressurreição (vide Atos 23:6–8). Além disso, como o próprio autor fez questão de lembrar, Gamaliel era conhecido por sua moderação. 
Que este Gamaliel é o mesmo de Atos 22:3, perante o qual Paulo de Tarso foi levado e que é conhecido no Talmude como Rabban Gamaliel, o Velho (para diferenciá-lo de seu neto, conhecido como "o Jovem"), neto de Hillel, diretor da escola de Hillel e presidente por um tempo do Sinédrio, um dos mais famosos doutores da Lei (apenas seis outros receberam o título de "Rabban"), parece certo, mas não pode ser provado de forma inequívoca. Sua descrição como "doutor da Lei", "acatado por todo o povo", conhecedor do "rigor da Lei de nossos pais" e "zeloso para com Deus" (estes em Atos 22:3); o perfeito encaixe cronológico dos fatos; a força que suas palavras tiveram no Sinédrio, mesmo frente à oposição do sumo sacerdote e seus seguidores saduceus e a concordância destas características com os relatos sobre ele no Talmude reforçam esta identificação como quase certa.